# Wilhelm Czermak (Ägyptologe)
Wilhelm Czermak (* 10. September 1889 in Wien; † 13. März 1953 ebenda) war ein österreichischer Ägyptologe, Afrikanist und Hochschullehrer.

## Leben
Wilhelm Czermak stammte als Sohn des Medizinprofessors Wilhelm Czermak und Enkel des Psychiaters Joseph Czermak sowie Neffe des Physiologen Johann Nepomuk Czermak und des Malers Jaroslav Čermák aus der Familie Czermak. Die Reifeprüfung bestand er am Wiener Schottengymnasium, anschließend nahm er 1907 ein Studium der orientalischen Sprachen an der Universität Wien auf. Zu seinen Lehrern zählten Hermann Junker, Joseph von Karabacek und David Heinrich Müller. Mit der Dissertation Die Nominalform Fûʿlûl im Altarabischen wurde er am 11. Juli 1911 zum Dr. phil. promoviert. Anschließend leistete er freiwilligen Militärdienst und dann von 1914 bis 1918 Kriegsdienst im Ersten Weltkrieg. Dazwischen war er wissenschaftliche Hilfskraft bei den Sprachstudien des Kordofanisch-Nubischen Dialektes der Akademie der Wissenschaften.
Czermak habilitierte sich 1919 mit der Schrift Kordofan-Nubische Studien. 1925 erhielt er die Ernennung als außerordentlicher Professor für Afrikanistik an der Wiener Universität. In dieser Zeit war er in verschiedenen antisemitischen Netzwerken aktiv, so in der „Bärenhöhle“, welche die Berufung von jüdischen und linken Professoren verhinderte, und in dem antisemitischen Geheimbund „Deutsche Gemeinschaft“. Daneben war er von 1927 bis 1930 Leiter der Akademischen Legion, dem Wehrverband der Wiener Hochschüler. 1931 stieg er als Nachfolger seines Lehrers Hermann Junker zum ordentlichen Professor der Ägyptologie und Afrikanistik sowie zum Direktor des gleichnamigen Instituts auf. Im Oktober 1945 wurde er wirkliches Mitglied der Österreichischen Akademie der Wissenschaften. 1945/46 war er Dekan der Philosophischen Fakultät und 1952/53 Rektor der Universität. 1952/53 war er außerdem Präsident der Österreichischen Rektorenkonferenz. Er verstarb im Amt an der Universität. Er wurde am Dornbacher Friedhof bestattet.
Czermak war Mitglied diverser gelehrter Gesellschaften, so ab 1939 korrespondierendes und ab 1945 wirkliches Mitglied der Österreichischen Akademie der Wissenschaften. Daneben war er Ehrenmitglied der KAV Bajuvaria Wien.
Czermak ist als Nr. 5 (von 9) auf der Negativ-Liste der Steindorff-Liste vermerkt, mit der das Verhalten deutscher Ägyptologen während der NS-Zeit im Deutschen Reich bewertet werden sollte.

## Veröffentlichungen (Auswahl)
- Die Nominalform Fûʿlûl im Altarabischen, Wien 1911 (Dissertation).
- Kordofan-Nubische Studien, Wien 1919 (Habilitationsschrift).
- Zur Sprache der Ewe Neger. Ein Beitrag zur Seelenkunde, Rauch, Innsbruck 1924.
- Der Rhythmus der koptischen Sprache und seine Bedeutung in der Sprachgestaltung, Hölder-Pichler-Tempsky, Wien 1931.
- Die Laute der ägyptischen Sprache, 2 Bände, Wien 1931–1934.